# Tømrerclaus
Claus Clement Pedersen, kaldet Tømrerclaus (født 21. november 1945 i Aarhus) er en dansk guitarist, cellist, bassist, klarinettist, sanger, hurdy-gurdy-spiller, producer, lydtekniker og netbutiksbestyrer. 
Tømrerclaus begyndte at spille som 12-årig. I 1965 kom han med på guitar i pigtrådsorkesteret The Dodgers. I 1968 dannede han bandet "Fire", en trio, der bl.a. spillede Hendrix-numre. Senere i 1969 dannede Tømrerclaus bandet "Limfjorden", der spillede jazz-rock, hvilket dengang var relativt nyt.
I foråret 1970 tog Tømrerclaus til Frøstruplejren i Thy, for som håndværker at være med til at klargøre lejren til hippiernes indtog senere på sommeren. Foruden værktøj medbragtes el-guitar, fløjte, saxofon (senere udlånt til Dan Turell) og en Marshall-højttaler.
Da hippierne indtog lejren, oprettede Tømrerclaus et spisested der hed "Under Nålene". Her kunne hungrende micro-macro-folk liste hen om natten og få en fuldbelagt leverpostejmad. Leverpostejen blev leveret af slagteren i Frøstrup.  Når der ingen kunder var, spillede Tømrerclaus og mødte på den vis mange af de musikere, der var på scenen i 1970. Da der var et stort antal Claus'er, fik Tømrerclaus her sit navn: Tømrerclaus.
I 1971 tog Tømrerclaus til København, hvor han mødte Peter Ingemann og Niels Skousen i Husets Bogcafe. Det blev starten på et langt samarbejde i orkesteret Skousen/Ingemanns Workshop, senere Musikpatruljen.
Senere, fra ca. 1975, var Tømrerclaus både privat og kunstnerisk i parløb med Birgit Boline Erfurt, kaldet Boline fra 1975 til 1988, hvor de dannede orkestret Boline Band med bl.a. Karsten Høst (tr) tidl. Alrune Rod. I 1976 oprettede Tømrerclaus studiet og pladeselskabet Karma Music, der op igennem 1980'erne var tilholdssted og indspilningssted for et nyt miljø af nyrock- og punkmusikere. Først på Østerbro i København, siden på Kong Georgs Vej på Frederiksberg. I 2006 fejrede Karma Music, der i årenes løb har profileret sig på at genudsende gammel dansk rockmusik samt at distribuere og sælge denne fra internettet på siden karma.dk, 30 års jubilæum. Selskabet har p.t. udgivet over 50 LP'er og CD'er. Karma Music er sandsynligvis det eneste uafhængige pladeselskab fra halvfjerdserne, der har overlevet til i dag.
Tømrerclaus har spillet med i mange sammenhænge bl.a. Skousen & Ingemann, Monrad, Mik og Tømrerclaus, der senere blev til Totalpetroleum, Lone Kellerman, Dan Turèll & Sølvstjernerne og Dream City. I 1988 blev han ansat som lydtekniker i Diem Studiet i Musikhuset Aarhus. I 2004 flyttede Tømrerclaus tilbage til København og startede Band Of Friends senere Tømrerclaus Calling FlowerPower (2013). I 2012 dannede Tømrerclaus pigtrådsorkesteret Radio Luxembourg sammen med sanger og guitarist Jan Bastholm og Pete Mason, tidl. Red Squares. Mason udgik og erstattedes af Claus Bache, tidl. Tormentors. Samme år 2012 dannede Tømrerclaus og Peter Øvig Knudsen  en duo der med hjælp fra Marianne Sonntag (keyb) optrådte med en musikalsk fortælleraften i forlængelse af sidstnævntes bogudgivelser.
I dag er Tømrerclaus en meget respekteret multimusiker, der spiller på akustisk guitar, elguitar, cello (el og acc), klarinet, fløjte, hurdy-gurdy, kontrabas, elbas og sang.
Endvidere er Tømrerclaus fotograf og filmmager. Har lavet flere musikvideoer samt dokumentarfilm.
Videoer omfatter bl.a. En revitalisering af Skousens 68', den lille film Vintersøvn, Copenhagen By Night samt flere andre.
I 2015 udgav forlaget Dreamlitt en bog om Tømrerclaus skrevet af musiker, forfatter og samfundsdebattør Thomas Vilhelm. Den udkom tæt på Tømrerclaus' 70 års fødselsdag i slutningen af november. I 2015 indledte Tømrerclaus et musikalsk samarbejde med Thomas Vilhelm på trommer og vokal samt bassisten Preben Madsen. Samme år blev der afholdt en række intimkoncerter og intimkoncertforedrag i Tømrerclaus' domicil i Herlev. Musikken var nye sange og kompositioner realiseret på et seks kanals lydsystem. Den nye Tømrerclaus-trio planlagde LP/CD-udgivelser i 2016 i forbindelse med Karma Musics 40 års jubilæum fulgt op af koncerter rundt omkring i landet. 
Allerede i 2015 blev der produceret et antal videoer med duoen TC/Vilhelm: Sørøver, I Natten Har Vi Hjemme, m.fl.

## Diskografi
- Snydt, 1976 (kasettebånd)
- Tømrerclaus, 1978
- Hepar, 1978 (kasettebånd)
- Savania, 2001
- En spade er en spade, 2002
- Jeg Var Go´ I går, 2005
- Soundtrack Hippie 1, 2011
- Din Gratis CD,   (CD single)  (TømrerClaus Band) 2015
- Jaguar, 2016
- Det Lange Farvel Til 1970,  2019

## Filmografi
- Copenhagen By Night (video) 2013
- Under Radaren (55 min film) 2014
- Vintersøvn (film) 2014
- Når Spindelvævene Blomstrer (video) 2015
- 68' (video) 2015
- Sjælens Fuglevinger (video) 2015
- I Natten Har Vi Hjemme (video) 2015
- Sørøver (video / short/long) 2015
- Skibbrudne Sjæle (video) 2015